# Frits Groot Enzerink

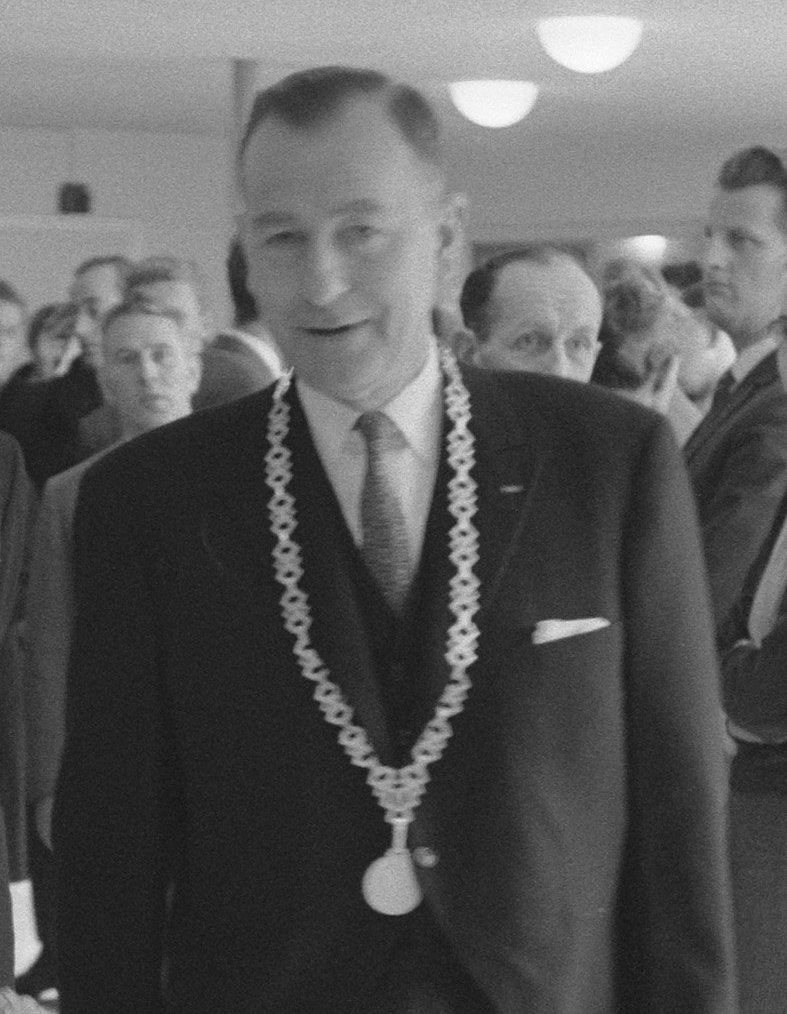
Burgemeester F.J. Groot Enzerink (1961)

Frederik Jacobus (Frits) Groot Enzerink (Leeuwarden, 1 oktober 1907 – 19 juli 1975) was een Nederlands politicus van de CHU.
Hij werd geboren als zoon van dominee Johan Willem Groot Enzerink (1874-1939) en Adele de Leur (1876-1929). In 1928 werd hij volontair bij de gemeentesecretarie van Koudekerk en later was hij volontair bij de gemeente Zwammerdam. Ook in Leiden is hij werkzaam geweest bij de gemeentesecretarie en in 1939 kwam hij in die plaats voor de CHU in de gemeenteraad. Later dat jaar moest hij zijn zetel in de gemeenteraad opgeven omdat hij gemobiliseerd werd. Groot Enzerink was werkzaam bij het hoofdbedrijfschap voor Zuivel voor hij in oktober 1950 benoemd werd tot burgemeester van Maasland. In november 1972 ging hij met pensioen en daarna verhuisde hij naar Schiedam. Midden 1975 overleed Groot Enzerink op 67-jarige leeftijd.